# Hermann Emminghaus
Hermann Emminghaus (ur. 20 maja 1845 w Weimarze, zm. 17 lutego 1904 we Fryburgu Bryzgowijskim) – niemiecki lekarz psychiatra. Pionier psychiatrii dziecięcej i młodzieży oraz psychopatologii rozwojowej.

## Życiorys
Syn Alexandra Emminghausa (1815–1888) i Minny Winkel. Studiował medycynę na Uniwersytecie w Getyndze i Jenie, tytuł doktora medycyny otrzymał w 1869. Następnie był asystentem Carla Gerhardta w klinice w Jenie. Od 1874 do 1880 był asystentem na Uniwersytecie w Würzburgu u Franza von Rineckera.
W 1880 otrzymał katedrę na Uniwersytecie w Dorpacie. Po sześciu latach zastąpił go Emil Kraepelin, a Emminghaus przeniósł się na katedrę Uniwersytetu we Fryburgu. W tamtejszej klinice wprowadził zasadę niestosowania przymusu wobec chorych psychicznie pacjentów.
Autor podręcznika psychopatologii Allgemeine Psychopathologie zur Einführung in das Studium der Geistesstörungen. Od 1894 nagroda jego imienia przyznawana jest za osiągnięcia na polu psychiatrii dzieci i młodzieży.
Ożenił się z Ottilie Böhtlingk, córką indologa Ottona von Böhtlingka (1815–1904) i Ottilie Gräfe.

## Wybrane prace
- Über hysterisches Irresein: Ein Beitrag zur Pathogenese der Geisteskrankheiten. Dissertationsschrift. Universität Jena 1870.
- Über den Werth des klinischen Unterrichts in der Psychiatrie. Dorpat: Verlag Schnakenburg, 1881.
- Die psychischen Störungen des Kindesalters. W: Gebhardt, Handbuch der Kinderkrankheiten, Bd. VIII. Tübingen: Verlag Laupp, 1887.
- Allgemeine Psychopathologie zur Einführung in das Studium der Geistesstörungen. Leipzig: F.C.W. Vogel, 1878